# Nolan megye
Nolan megye az Amerikai Egyesült Államokban, azon belül Texas államban található. Megyeszékhelye és legnagyobb városa Sweetwater. Lakosainak száma 14 738 fő (2020. április 1.). Nolan megye Taylor, Coke, Runnels, Mitchell, Fisher, Jones és Scurry megyékkel határos.

## Népesség
A megye népességének változása:
| Lakosok száma | 15 240 | 15 125 | 14 906 | 15 037 | 15 107 | 14 738 |
|               | 2010   | 2011   | 2012   | 2013   | 2015   | 2020   |